# E-residency estone

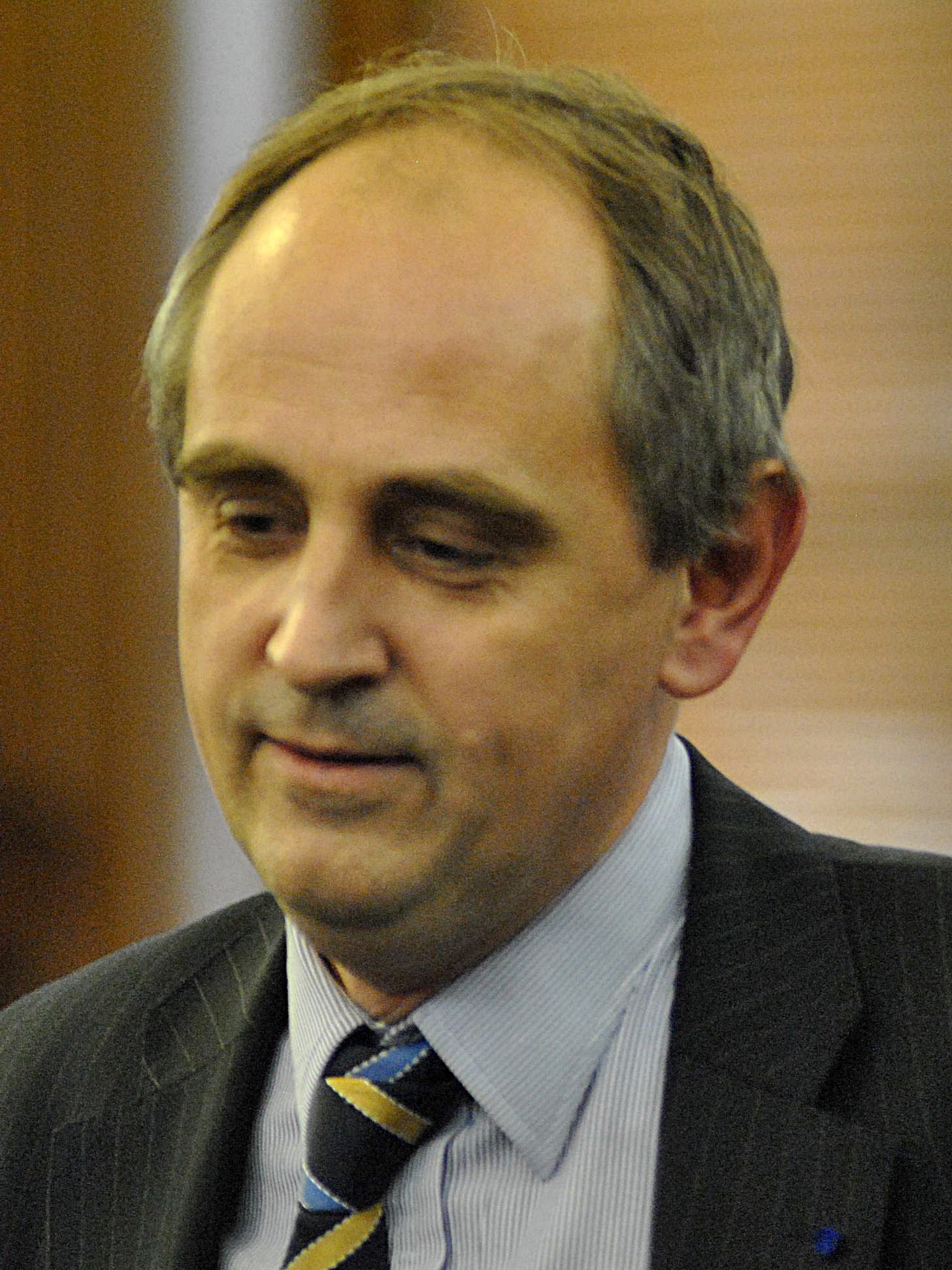
Il primo "e-residente" d'Estonia, il giornalista inglese Edward Lucas

La e-residency estone (o residenza virtuale estone) è un titolo secondo il quale cittadini non residenti possono ottenere una identità digitale emessa dall'Estonia, simile a quella fornita ai cittadini residenti estoni sul loro documento d'identità. Ciò li autorizza ad utilizzare i servizi forniti sia dall'Agenzia di Stato estone che dal settore privato collegati solitamente al documento d'identità.

## Storia
L'Estonia ha introdotto la e-residency dal 1º dicembre 2014. Il primo e-resident d'Estonia è stato il giornalista inglese Edward Lucas dell'Economist; il primo ad ottenere la e-residency attraverso il processo standard è stato lo statunitense Hamid Tahsildoost.
Dalla fine del mese di gennaio 2014, gli e-residents possono utilizzare la firma digitale, criptare documenti, utilizzare il portale governativo Eesti.ee, trovare ditte in Estonia, fornire documentazione all'ufficio delle tasse estone, all'ufficio di frontiera e all'ufficio di registro delle imprese digitali. Possono dichiarare le tasse in Estonia attraverso internet, ed utilizzare il sistema bancario estone online. Si ritiene che la e-residency sia molto utile agli imprenditori, in quanto l'Estonia è un paese fortemente digitalizzato in cui i documenti vengono forniti online e l'apertura di una nuova impresa può essere fatta velocemente online e non ci sono tasse sugli utili per le imprese.
La e-residency non fornisce però gli stessi diritti della cittadinanza o del permesso di residenza. Non dà diritto di voto è di candidarsi alle elezioni, né consente di entrare in Estonia o nell'Unione europea senza visto. Inoltre è stato stabilito che la e-residency è un privilegio, non un diritto, e quindi l'Estonia effettuerà una selezione e si riserva il diritto di rifiutare la domanda di ammissione.
Gli e-residents ottengono un documento di identità digitale emesso dalla Polizia estone e dalla Polizia di frontiera. Attualmente (nel febbraio 2015), si richiede ai facenti domanda di recarsi in un ufficio della Polizia di frontiera in Estonia dove possono essere identificati; dal 2018 è possibile fare anche domanda all'Ambasciata estone in Italia, nonché in altre parti del mondo. Non essendo il documento d'identità digitale valido per la circolazione, non reca nessuna foto del proprietario sulla tessera, anche se la foto è presente in formato elettronico sul microchip.
Il progetto della e-residency è condotto da Taavi Kotka, il vice cancelliere delle telecomunicazioni presso il Ministero dell'Economia e delle Comunicazioni, uno dei fondatori di Skype. Anche se l'idea della concessione di un documento d'identità digitale ai non-residenti è stato discusso tra il 2007 e il 2008 e proposto di nuovo del 2012 dall'esperto di sicurezza informatica Anto Veldre, la proposta concreta ("10 milioni di e-residents entro il 2025") è stata presentata da Taavi Kotka, Ruth Annus, e Siim Sikkut durante un concorso dell'Estonian Development Foundation nel 2014. Il progetto è stato iniziato con i fondi messi a disposizione dalla vincita di quel concorso. È sviluppato da una fondazione governativa, la Enterprise Estonia..
Il leader del progetto, Taavi Kotka ha dichiarato che il progetto futuro è quello di ottenere milioni di e-residents e aumentare il numero delle imprese in Estonia. Per tale motivo, sarà importante che il settore privato sviluppi servizi concreti sulla piattaforma legale e tecnica fornita dalla e-residency, mentre il Governo continuerà a sviluppare la struttura legale a seconda delle necessità delle aziende. È stato anche affermato dai media estoni che la e-residency possa favorire la divulgazione della cultura estone online e sviluppare una esportazione culturale. Entro la fine del 2023, oltre 100.000 persone da 181 paesi in tutto il mondo hanno ottenuto lo status di e-residenti estoni. In meno di un decennio dall'avvio del programma, questi e-residenti hanno fondato più di 27.000 imprese estoni, con un tasso di crescita che continua ad aumentare rapidamente.
In generale il progetto di e-residency ha guadagnato consensi da parte dei media, che ne hanno riconosciuto il potenziale innovativo. L'ex Ministro delle Finanze estone Jürgen Ligi ha sostenuto che non è chiaro come la e-residency possa portare capitali in Estonia
Gli esperti legali hanno inoltre avvisato che la e-residency potrebbe creare il rischio di una doppia tassazione, in quanto fornisce un profilo legale completamente nuovo, che non considera la struttura di accordi internazionali esistenti per evitare la doppia tassazione.
Secondo il diritto internazionale, tuttavia, è pacifico che le tasse si debbano pagare nel paese nel quale il valore aggiunto è effettivamente prodotto e non in quello in cui è eletto il domicilio fiscale.
Ci sono stati interessi internazionali da parte di diverse nazioni, con la conseguente copertura da parte dei media negli Stati Uniti (The Atlantic, The Wall Street Journal), Regno Unito (The Guardian), Finlandia (Helsinki Times), Australia (ABC), Italia (Wired.it) ecc.
Nella vicina Finlandia, si riscontra qualche paura nei riguardi della e-residency in quanto si crede che ci possa essere una fuga verso l'Estonia.
Da un punto di vista operativo, la e-Residency è un beneficio e non un diritto che viene concesso a discrezione del governo estone. Esso è negato a persone con precedenti penali anche per reati commessi all'estero. La proprietà e gestione governativa avrebbero lo scopo di impedire un uso illecito e non etico della moneta, che è sottoposto alla stessa normativa antiriciclaggio prevista per l'euro.
Le persone fisiche o i titolari di un'impresa sono tenuti a recarsi presso un'ambasciata per sostenere un colloquio personale, depositare le impronte digitali e ulteriori dati biometrici. In caso di accoglimento della domanda, dopo due settimane possono ritirare una card che è lo strumento che li identifica come e-Residency e permette di accedere a tutti i servizi della pubblica amministrazione estone al pari di qualsiasi cittadino e straniero residente nel paese. Da un punto di vista informatico, essa è lo strumento per pagare le tasse, ottenere sussidi benefici fiscali, esercitare il diritto di voto. Gli e-Residenti sono esclusi da tali diritti e obblighi, sebbene l'infrastruttura fosse già in grado di supportarne l'estensione. Il programma è nato anche per trovare un rimedio informatico ad un tasso di natalità negativo da anni, non compensato da flussi migratori in Estonia. Il governo aveva dichiarato di voler ampliare il mercato e le opportunità formative e occupazionali dei cittadini estoni, avviando investimenti per la modernizzazione del paese grazie all'afflusso di capitali esteri nelle banche nazionali.

## Estcoin
Estcoin è la criptovaluta elettronica lanciata dal governo estone nel 2017 in base ad una versione modificata del Bitcoin.
A seguito delle rimostranze delle banche private, a giugno del 2018 è stata sospesa la convertibilità degli Estcoin in euro.

Inoltre, con tale valuta non possono essere denominati titoli di debito pubblici o privati né altri strumenti finanziari negoziati con controparti di diritto estero.
Dal punto di vista giuridico, la criptovaluta non rappresentano una violazione dei trattati dell'Unione Europea ed in particolare del corso forzoso dell'euro, poiché la sua adozione è limitata ai soli cittadini che aderiscono al programma e-Residency, sebbene a livello globale, e priva della convertibilità in un bene di riserva ovvero in altre divise nazionali. L'Estonia è stato il primo Paese al mondo ad aver dato facoltà ai propri cittadini di usare una moneta virtuale, su base volontaria.